# Eva Furnari
Eva Furnari (Roma, 15 de noviembre de 1948) es una escritora e ilustradora ítalo-brasileña. Como escritora de literatura infanto-juvenil e ilustradora, ha recibido el Premio Jabuti de Literatura en los años 1991, 1996, 1998, 2004, 2006 y 2007 por Truks, A Bruxa Zelda e os 80 Docinhos, Anjinho, Circo da Lua, Cacoete e Felpo Filva respectivamente.

## Biografía
Nacida en Italia, su familia se trasladó a Brasil en 1950, cuando Eva tenía dos años. Se graduó en Arquitectura de la Universidad de São Paulo, y desde 1976, comenzó a incursionar en la publicación de libros con ilustraciones, sin texto.
Ha colaborado en el suplemento infantil Folhinha del periódico paulista Folha de S. Paulo, publicación en la que ha creado uno de sus personajes más conocidos: «Bruxinha».
En 2002, fue seleccionada para ilustrar una nueva edición de seis libros de la obra infantil de Érico Veríssimo.
El trabajo de Furnari, consistente principalmente de pequeños libros, es uno de los más rentables en el ámbito de la literatura contemporánea infantil y juvenil brasileña. Como la misma autora ha revelado en una entrevista, la ilustración precedió a la producción literaria, pero fue esta último la que realmente pasó a primer plano con el transcurrir de los años. criado por thiago ferreira

## Obras

### Como escritora e ilustradora
- O segredo do violinista (editorial Ática, São Paulo (ISBN 978-85-08-07097-8).
- Colección Peixe Vivo (editorial Ática, 1980):
  - Cabra-cega (ISBN 978-85-08-01478-1).
  - De vez em quando (ISBN 978-85-08-02827-6).
  - Esconde-esconde (ISBN 978-85-08-01486-6).
  - Todo dia (ISBN 978-85-08-02055-3).

- Em (1982):
  - Bruxinha atrapalhada (editorial Global, ISBN 8526003208).
  - O que é, o que é? (Paulus editora (ISBN 8534903026).
  - Traquinagens e estripulias (editorial Global, ISBN 8526003062).
- Oito a comer biscoito ou dez a comer pastéis (Quinteto Editorial, ISBN 8530500350).

- Amendoim (Paulinas, 1983, ISBN 8535605304).
- Filó e Marieta (Paulinas, 1983, ISBN 8535605282).
- Zuza e Arquimedes (Paulinas, 1983, ISBN 8535605290).
- A Bruxinha e o Gregório (editorial Ática, 1983, ISBN 8508071736).
- Violeta e Roxo (Quinteto editorial, 1984, ISBN 8530500180).
- Quer Brincar? (editorial FTD, 1986, ISBN 8532203914).
- Bruxinha e Frederico (editorial Global, 1988, ISBN 8526007300).
- A Bruxinha e o Godofredo (editorial Global, 1988, ISBN 8526004778).

- Colección As meninas (editorial Formato, 1990):
- Ritinha bonitinha (ISBN 8572080090).
- A menina e o dragão (ISBN 8572080074).
- Catarina e Josefina (ISBN 8572080015).

- Assim assado (Moderna editora, 1991, ISBN 8516039560).
- Não confunda... (Moderna editora, 1991, ISBN 8516031020).
- Você troca? (Moderna editora, 1991, ISBN 8516031004).
- Trucks (editorial Ática, 1991, ISBN 8508040083).

- O Problema do Clóvis (editorial Global, 1992, ISBN 8526006193).
- Caça-fumaça (editorial Paulinas, 1992, ISBN 8573114738).
- Por um fio (editorial Paulinas, 1992, ISBN 8573117885).

- O amigo da Bruxinha (Moderna editora, 1994, ISBN 8516030997).
- A menina da árvore (Studio Nobel, 1994, ISBN 8585445238).
- Adivinhe se puder (Moderna editora, 1994, ISBN 8516031039).
- Travadinhas (Moderna editora, 1994, ISBN 8516039579).

- Bruxinha e as Maldades da Sorumbática (editorial Ática, 1997, ISBN 8508066414).
- Cocô de passarinho (Cia das Letrinhas, 1998, ISBN 8574060070).
- Anjinho (editorial Ática, 1998, ISBN 8508094701).
- Nós (editorial Global, 1999, ISBN 8526006215).

- Colección Piririca da Serra (editorial Ática):
  - A Bruxa Zelda e os 80 Docinhos (1994, ISBN 8508047282).
  - O Feitiço do Sapo (1995, ISBN 8508056583).
  - Mundrackz (1996, ISBN 8508061099).
  - Operação Risoto (1999, ISBN 8508073399).

- Colección Avesso da Gente (Moderna Editora, 2000):
  - Abaixo das canelas, (ISBN 8516025861)
  - Loló Barnabé (ISBN 8516025896)
  - Pandolfo Bereba (ISBN 851602590X)
  - Umbigo indiscreto (ISBN 8516025888)

- De (2001):
  - Os problemas da família Gorgonzola (editorial Global, ISBN 8526006967)
  - Bililico en coautoría con Denize Carvalho (Formato, ISBN 8572083014)
  - Marilu, Martins Fontes (ISBN 8533614144)

- Colección Os bobos da corte (Moderna editora, 2002):
  - Dauzinho (ISBN 8516031632)
  - Rumboldo (ISBN 8516031624)
  - Tartufo (ISBN 851603139X)

- Luas (Global, 2002, ISBN 8526007289)
- O circo da lua (editorial Ática, 2003, ISBN 8508083882)
- Cacoete (editorial Ática, 2005, ISBN 8508097190)
- O Feitiço do Sapo (editorial Ática, 2006, ISBN 8508056583);
- Zig zag (editorial Global, 2006, ISBN 8526010948)
- Felpo Filva (Moderna editora, 2006, ISBN 851605182X)

### Como ilustradora
- Seu Rei mandou dizer de Giselda Laporta Nicolelis - ilustradora en coautoría con Elenice Machado de Almeida), Moderna editora (ISBN 8516001199)
- Dorotéia a Centopéia de Ana Maria Machado - ilustradora, Salamandra.
- Bento Que Bento e o Frade de Ana Maria Machado - Ilustradora, Salamandra, (ISBN 8528100413)
- Que Horta de Tatiana Belinki - ilustradora, Paulus (ISBN 8534904626)
- A mãe da menina e a menina da mãe de Flávio de Souza - ilustradora, FTD (ISBN 8532207960)
- Ilustración de la obra infantil de Érico Verissimo:
  - O Urso com Música na Barriga (2002, ISBN 8574061573)
  - A Vida do Elefante Basílio (2002, ISBN 8574061565)
  - Os Três Porquinhos Pobres (2003, ISBN 8574061654)
  - Outra Vez os Três Porquinhos (2003, ISBN 8574061859)
  - Rosa Maria no Castelo Encantado (2003, ISBN 857406226X)
  - As Aventuras do Avião Vermelho (2003, ISBN 8574061646)

### Otros
- Lambisgóia de Edson Gabriel Garcia - Ilustradora, Nova Fronteira, 1984 (ISBN 8520907393)
- A Menina das Bolinhas de Sabão de Antônio Hohlfeldt - Ilustradora, FTD (ISBN 853220144X)
- O Susto do Periquito de Sônia Marta Junqueira - Ilustradora (editorial Ática, ISBN 8508069529)